# Saint-Gérand-le-Puy
 Saint-Gérand-le-Puy  es una población y comuna francesa, situada en la región de Auvernia, departamento de Allier, en el distrito de Vichy y cantón de Varennes-sur-Allier.

## Demografía
| 1186 | 1143 | 1121 | 1018 | 1064 | 1029 |
| Para los censos de 1962 a 1999 la población legal corresponde a la población sin duplicidades (Fuente: INSEE [Consultar]) |      |      |      |      |      |